# 小松梨奈
小松 梨奈（こまつ りな）は宮崎県宮崎市出身のシンガーソングライター。
旧姓、坂本 梨奈。青山学院大学卒業後、2000年代後半にRina Steamaの名前でリリースしたCafeRIAやLOVEST-Afternoon Remix-、Total Caver! Pure House MixなどカバーCDがヒット。2006年ニッポン放送優秀新人。坂本梨奈としてもオリジナルCD「Mamma」や「あめいろのうた」をリリース。CM音楽やライヴを中心に活動。
2010年代に東京から地元宮崎に帰郷。活動休止を経て、2021年公開のドキュメンタリー映画「塩月桃甫」
、2024年公開の「中村地平」の映画音楽を制作した。

## ディスコグラフィー
アルバム
- Mamma （2006年8月2日）坂本梨奈
- あめいろのうた（2007年2月9日）坂本梨奈
- CafeRIA-Pure House Remix-（2008年12月20日）Rina Steama
- LOVEST -Afternoon Remix-（2009年7月22日）Rina Steama
- CafeRIA-Love House Remix-（2009年10月3日）Rina Steama
- Total Caver! Pure House Mix-（2010年3月3日）Rina Steama